# کلیسای مسروپ مقدس، مشهد
کلیسای مسروپ مقدس مربوط به دوره پهلوی است و در میدان دهم دی شهر مشهد واقع است. این کلیسا در سال ۱۹۴۱ میلادی توسط ارمنی‌های ساکن شهر مشهد بنا گردیده‌است.

## معماری
پلان کلیسا بازیلیکا ستون‌دار به‌شکل مستطیل در جهت شرق به غرب است که محراب آن در قسمت شرقی قرار دارد. بر روی دیوارهای شمالی و جنوبی نورگیرهایی دارد. بنای کلیسا دارای زیرزمینی است با دریچه‌های متعدد به سمت خارج که به منظور جلوگیری از نفوذ رطوبت به داخل ساختمان بنا شده‌است و به همین علت نیز کف کلیسا از سطح محوطه اطراف آن مرتفع تر می‌باشد و جهت ورود به داخل کلیسا پلکان‌هایی در جلوی ورودی غربی تعبیه شده‌است. برج ناقوس‌خانه بالای این پله‌ها قرار دارد. سقف کلیسا به جز در قسمت محراب که بالای آن گنبد با نورگیرهای متعددی تعبیه شده‌است با شیروانی پوشانده شده‌است. در اطراف کلیسا ساختمان‌های اداری و مدرسه ارمنی‌های مشهد قرار دارد.

## نگارخانه

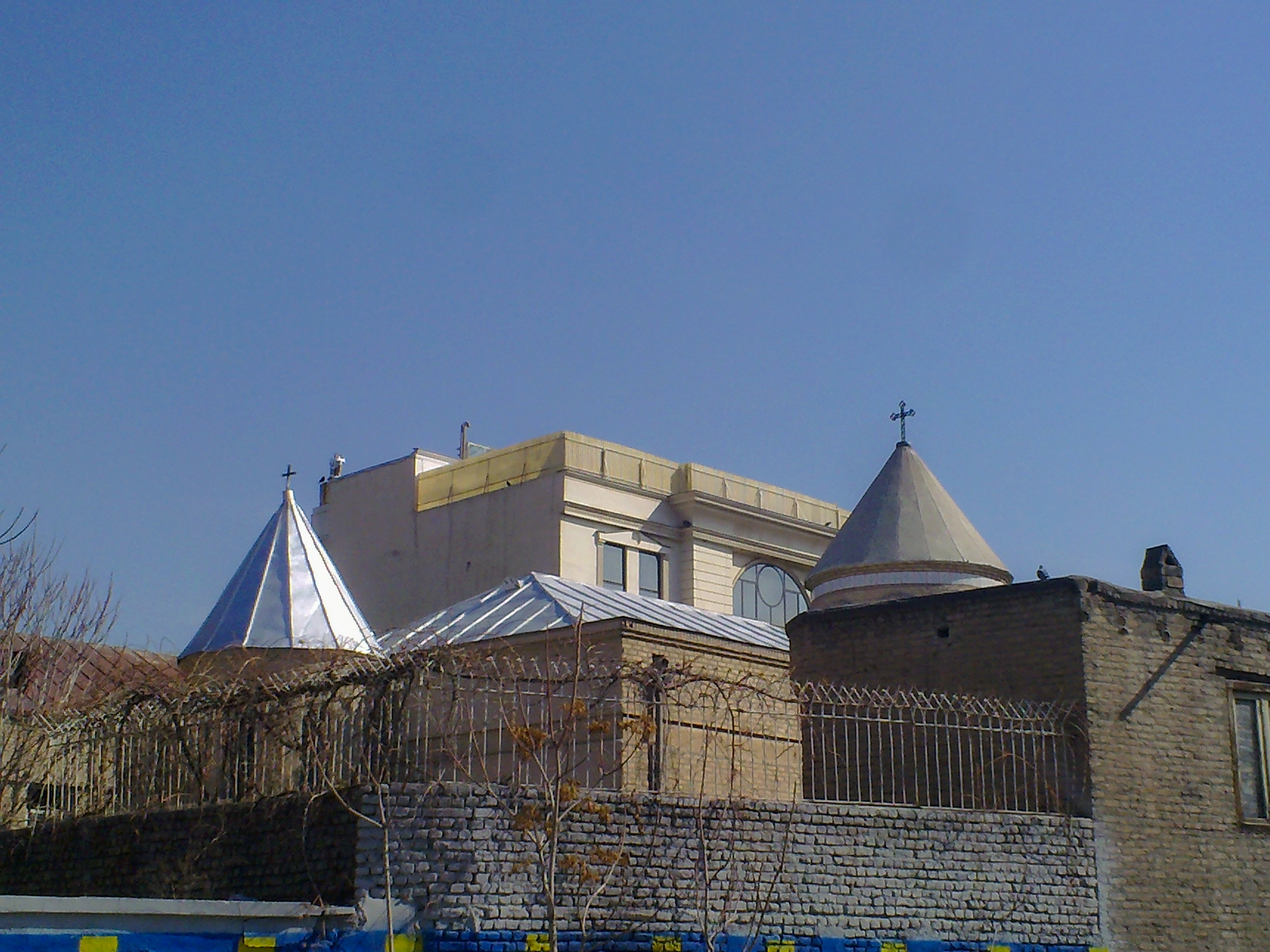
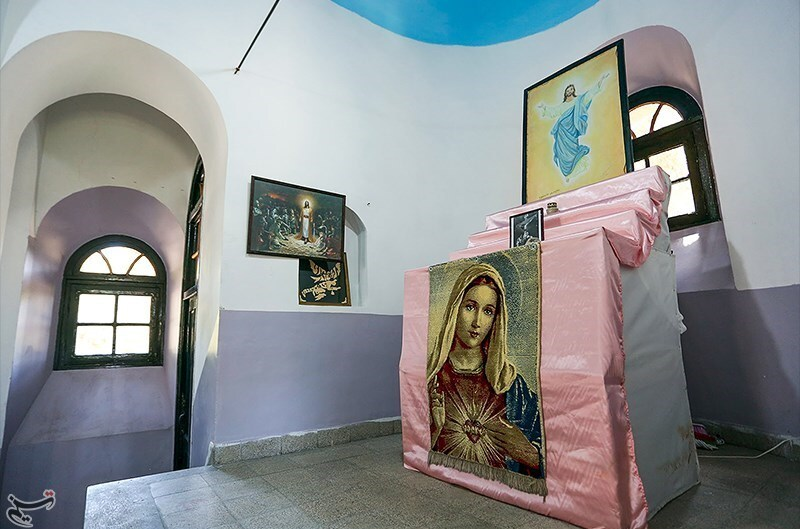
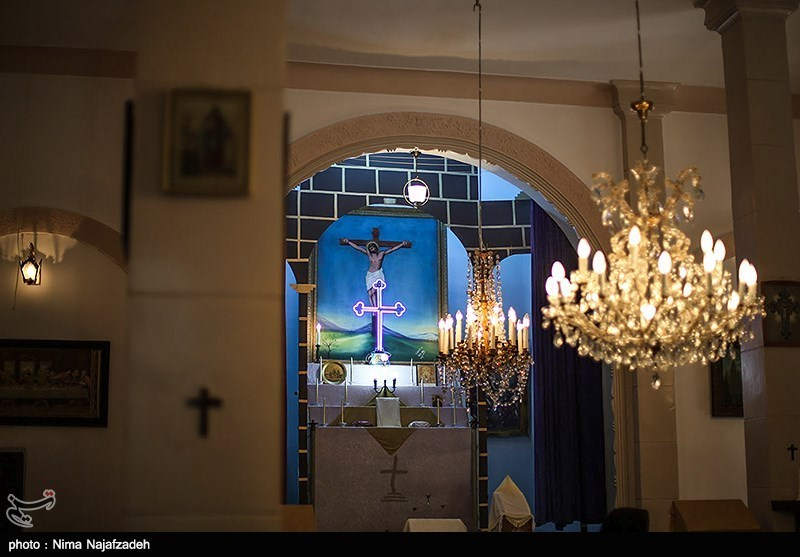
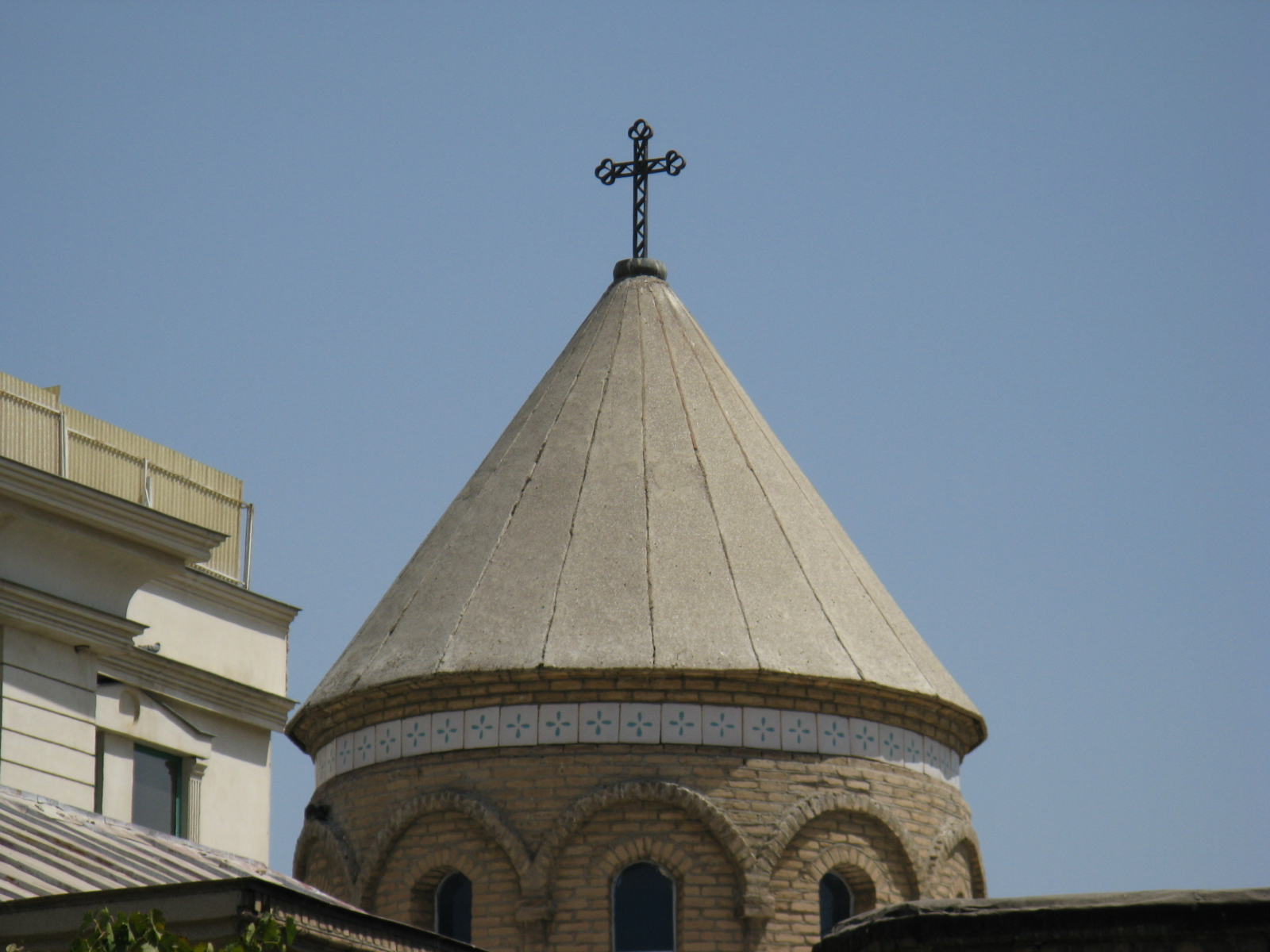
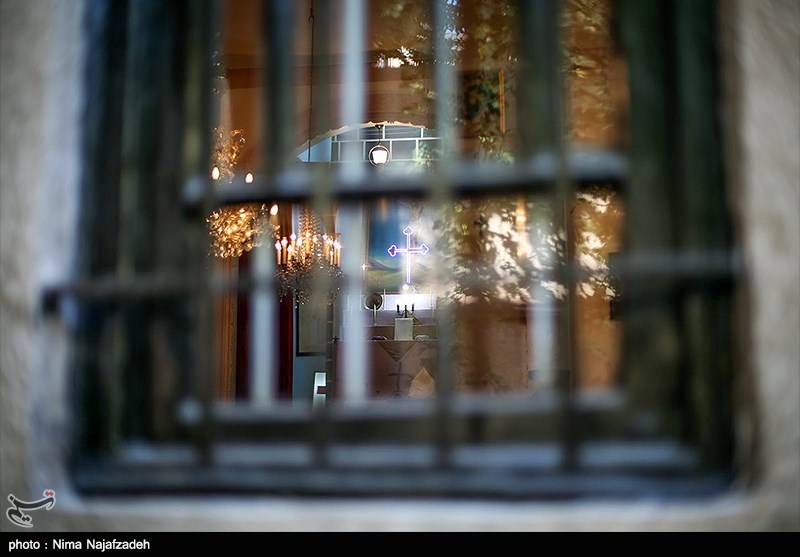
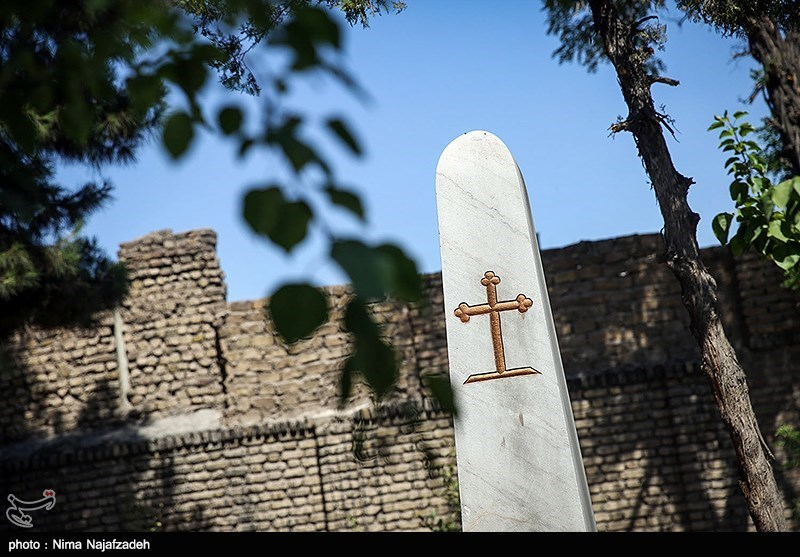
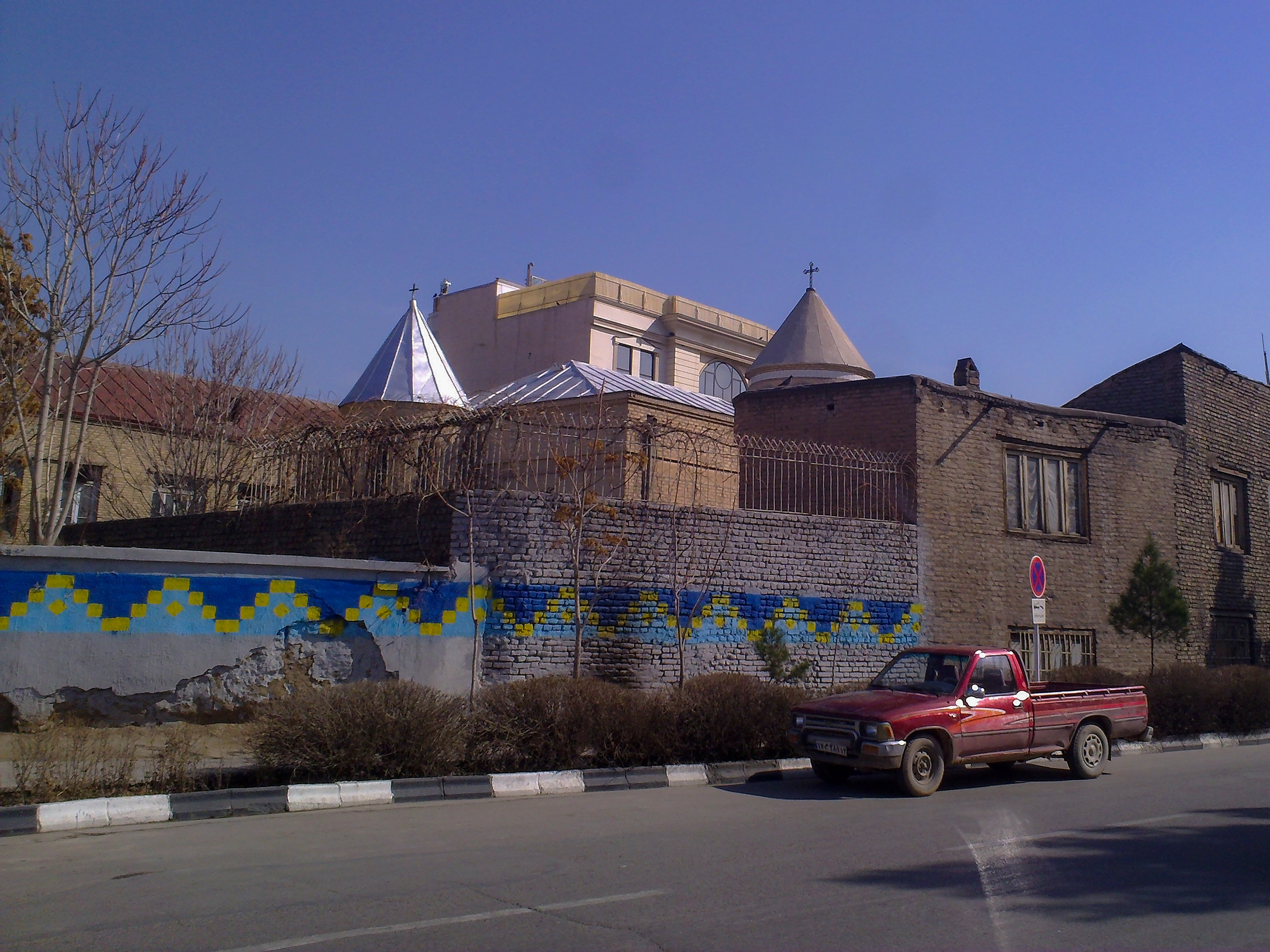